# Jeanne d'Arc Mukakalisa
Jeanne d'Arc Mukakalisa, née le 30 mars 1970, est une enseignante, juriste et femme politique rwandaise élue au Sénat en 2012.

## Biographie
Jeanne d'Arc Mukakalisa est enseignante pendant une dizaine d'années. Devenue titulaire d'une maitrise de droit, elle exerce en tant que juriste. Elle est membre de l'association du barreau rwandais ((en) Rwandan Bar Association).
Elle est élue sénatrice en 2012 pour un mandat unique de huit ans alors qu'elle a 42 ans, sur le quota des quatre sénateurs du Forum consultatif national des organisations politiques. En tant que vice-présidente du Comité Sénatorial Permanent des Affaires Etrangères, de la Coopération et de la Sécurité, elle demande en 2018 avec d'autres sénateurs que soient prises des mesures afin de lutter contre l'idéologie génocidaire.
Elle est élue membre du Conseil d'Administration de Transparency International Rwanda en 2015